# Gulfstream V
Gulfstream V (tudi G-V ali GV, vojaška oznaka: C-37A)) je dvomotorno reaktivno poslovno letalo z dolgim dosegom. Trenutno so v proizvodnji izboljšane verzije G500 in G550, slednju je bil v preteklosti znan kot G-V SP.
Gulfstream V je bil razvit na podlagi G-IV, slednji sam izhaja iz modela G-III. G-V je prvič poletel leta 1995, certificiran je bil leta 1997. Nekaj časa je veljal za poslovno letalo z največjim doletom (12000 kilometrov). 
Skupno so zgradili 191 letal G-V.

## Specifikacije (Gulfstream V)
Podatki iz Airliners.net Gulfstream G500 NSF/NCAR GV Investigator's Handbook
Splošne karakteristike
- Posadka: 2 pilota,
- Število sedežev: 14–19 potnikov
- Dolžina: 96 ft 5 in (29,4 m)
- Razpon kril: 93 ft 4 in (28,5 m)
- Višina: 25 ft 10 in (7,87 m)
- Površina kril: 1137 ft² (105,6 m²)
- Teža praznega letala: 46200 lb (21000 kg)
- Naložena teža: 54500 lb (24721 kg)
- Uporaben tovor: 6500 lb (2948 kg)
- Maks. vzletna teža: 90500 lb (41136 kg)
- Pogon letala: 2 × Rolls-Royce BR710A1-10 visokoobtočni turbofan, 14750 lbf (65 kN) vsak
- Maks. pristajalna teža: 75300 lb (34156 kg)
- Maks. teža goriva: 41300 lb (18772 kg)
- Dimenzije kabine: dolžina - 50 ft 1 in (15,3 m), višina -  6 ft 2 in (1,88 m), širina - 7 ft 4 in (2,24 m)
- Volumen: kabine - 1669 ft³ (47,3 m³), prostor za prtljago - 226 ft³ (6,4 m³)

 Zmogljivost 
- Maks. hitrost: Mach 0,885
- Potovalna hitrost: Mach 0,85 (488 vozlov, 904 km/h)
- Doseg: 5800 nmi (10742 km)
- Višina leta: 51000 ft (15545 m)
- Vzletna razdalja (balansirana): 1570 m
- Pristajalna razdlja: 884 m

## Specifikacije (C-37A)
Podatki iz USAF fact sheet
Splošne karakteristike
- Posadka: 5
- Število sedežev: 12 potnikov
- Dolžina: 96 ft 5 in (29,38 m)
- Razpon kril: 93 ft 6 in (28,5 m)
- Višina: 25 ft 11 in (7,9 m)
- Maks. vzletna teža: 90500 lb (41050 kg)
- Pogon letala: 2 × Rolls-Royce Deutschland BR710A1-10 visokoobotčni turbofan, 14750 lbf (65 kN) vsak

 Zmogljivost 
- Maks. hitrost: 600 mph (Mach 0.885)
- Doseg: 6300 milj (10139 km)
- Višina leta: 51000 ft (15240 m)